# Haut-Intyamon
Haut-Intyamon (toponimo francese) è un comune svizzero di 1 542 abitanti del Canton Friburgo, nel distretto della Gruyère.

## Storia
Il comune di Haut-Intyamon è stato istituito il 1º gennaio 2002 con la fusione dei comuni soppressi di Albeuve, Lessoc, Montbovon e Neirivue; capoluogo comunale è Albeuve.

## Società

### Evoluzione demografica
L'evoluzione demografica è riportata nella seguente tabella:
Abitanti censiti

## Geografia antropica

### Frazioni
Le frazioni di Haut-Intyamon sono:
- Albeuve[4]
  - Les Sciernes
- Lessoc[5]
  - Le Buth
- Montbovon[6]
  - Allières
  - Comba d'Amont
  - Comba d'Avau
  - Vers-les-Jordan
  - Vers-les-Moret
  - Vers-les-Pichon
- Neirivue[7]

## Infrastrutture e trasporti

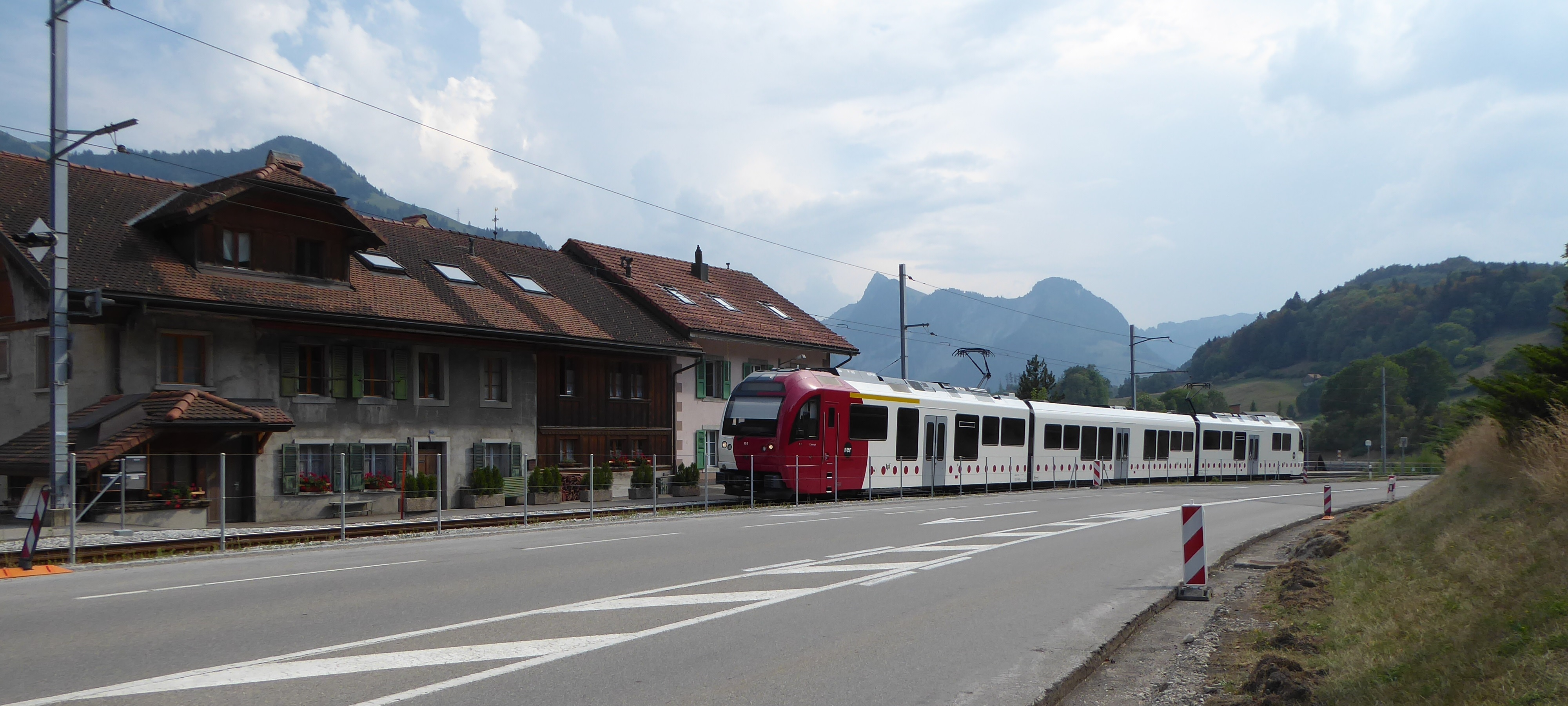
La stazione di Albeuve

Haut-Intyamon è servito dalle stazioni di Albeuve, di Allières, di Les Sciernes, di Lessoc, di Montbovon e di Neirivue sulla ferrovia Palézieux-Bulle-Montbovon e sulla ferrovia Montreux-Oberland Bernese.